# فيكتور سواريز كاريرا
فيكتور سواريز كاريرا (بالإسبانية: Víctor Suárez Carrera)‏ هو سياسي مكسيكي، ولد في 16 سبتمبر 1952 في مدينة مكسيكو في المكسيك. انتخب عضو مجلس النواب المكسيك.